# Podróż apostolska Benedykta XVI do Francji
Podróż apostolska Benedykta XVI do Francji – papież Benedykt XVI w dniach 12–15 września 2008 odwiedził Francję, by wziąć udział w obchodach 150. rocznicy Objawień Maryjnych w Lourdes. Papież pierwszy dzień pielgrzymki spędził w Paryżu.

## Program pielgrzymki Benedykta XVI doFrancji
Dzień pierwszy – piątek 12 września:
- 11.10 – przylot do Paryża na lotnisko Orly przed południem (powitanie przez premiera Francji i arcybiskupa Paryża;
- 12.30 – w Pałacu Elizejskim spotkanie z prezydentem Francji Nicholas’em Sarkozy’m;
- Odpoczynek papieża w nuncjaturze;
- 17.30 – spotkanie w nowym ośrodku diecezjalnym w dawnym Kolegium Bernardynów, papież przemówił do 600 reprezentantów świata nauki i kultury;
- 19.15 – nieszpory w katedrze Notre Dame z udziałem księży i osób konsekrowanych (40 tysięcy uczestników)[1];
- 20.15 – przemówienie papieskie do młodzieży na Placu Jana Pawła II przed paryską katedrą;

Dzień drugi – sobota 13 września:
- 10.00 – msza na Esplanadzie Inwalidów dla 260 tys. wiernych[2];
- Po południu odlot do Lourdes;
- 18.30 – przejście papieża jako pielgrzyma części Drogi Jubileuszowej;
- 21.30 – przewodniczenie tradycyjnej procesji maryjnej ze świecami (60 tys. uczestników)[3];

Dzień trzeci – niedziela 14 września:
- 10.00 – uroczysta eucharystia niedzielna w święto Podwyższenia Krzyża Świętego, koncelebrowana z francuskim episkopatem na błoniach naprzeciwko groty Massabielskiej (miejsce objawień z 1858) dla 200 tysięcy pielgrzymów[4]. Modlitwa Anioł Pański;
- 17.15 – udział w roboczym zebraniu Konferencji Biskupów Francji;
- 18.30 – przewodniczenie procesji eucharystycznej.

Dzień czwarty – poniedziałek 15 września:
- 8.45 – wizyta w szpitalu w Lourdes;
- 9.30 – msza przed Bazyliką Matki Bożej Różańcowej w Lourdes dla chorych z okazji święta Matki Bożej Bolesnej z udzieleniem Sakramentu Namaszczenia Chorych;
- 12.30 – ceremonia pożegnalna;
- 13.00 – odlot do Rzymu z lotniska w Tarbes.